# Homoptera
Gli Omotteri (Homoptera) sono un sottordine di insetti dell'ordine dei Rincoti. Gli Homoptera sono divisi in tre sezioni: Auchenorrhyncha, Sternorrhyncha e Coleorrhyncha, quest'ultima comprendente solo poche specie esotiche. Una delle peculiarità di questo raggruppamento sistematico è quella di comprendere esclusivamente specie fitomize.
Sotto l'aspetto filogenetico, gli Omotteri costituiscono un raggruppamento parafiletico e la validità di questo taxon è oggi ritenuta superata, elevando al rango di sottordine le suddette sezioni.

## Morfologia
Gli Omotteri manifestano una spiccata eterogeneità morfologica. Alcuni caratteri permettono in ogni modo un'ineluttabile distinzione di questo raggruppamento da quello degli Eterotteri, l'altro sottordine compreso nei Rincoti.
Fatta qualche eccezione, che riguarda per lo più la famiglia dei Cicadidae, gli Omotteri sono insetti di dimensioni relativamente piccole, con corpo di svariate forme. In uno dei raggruppamenti più importanti, la superfamiglia dei Coccoidea, le femmine adulte sono morfologicamente involute al punto da perdere marcatamente la tipica distinzione nelle regioni del capo, del torace e dell'addome. La descrizione dei caratteri successivi fa perciò riferimento ad omotteri con il corpo ben differenziato.

### Capo

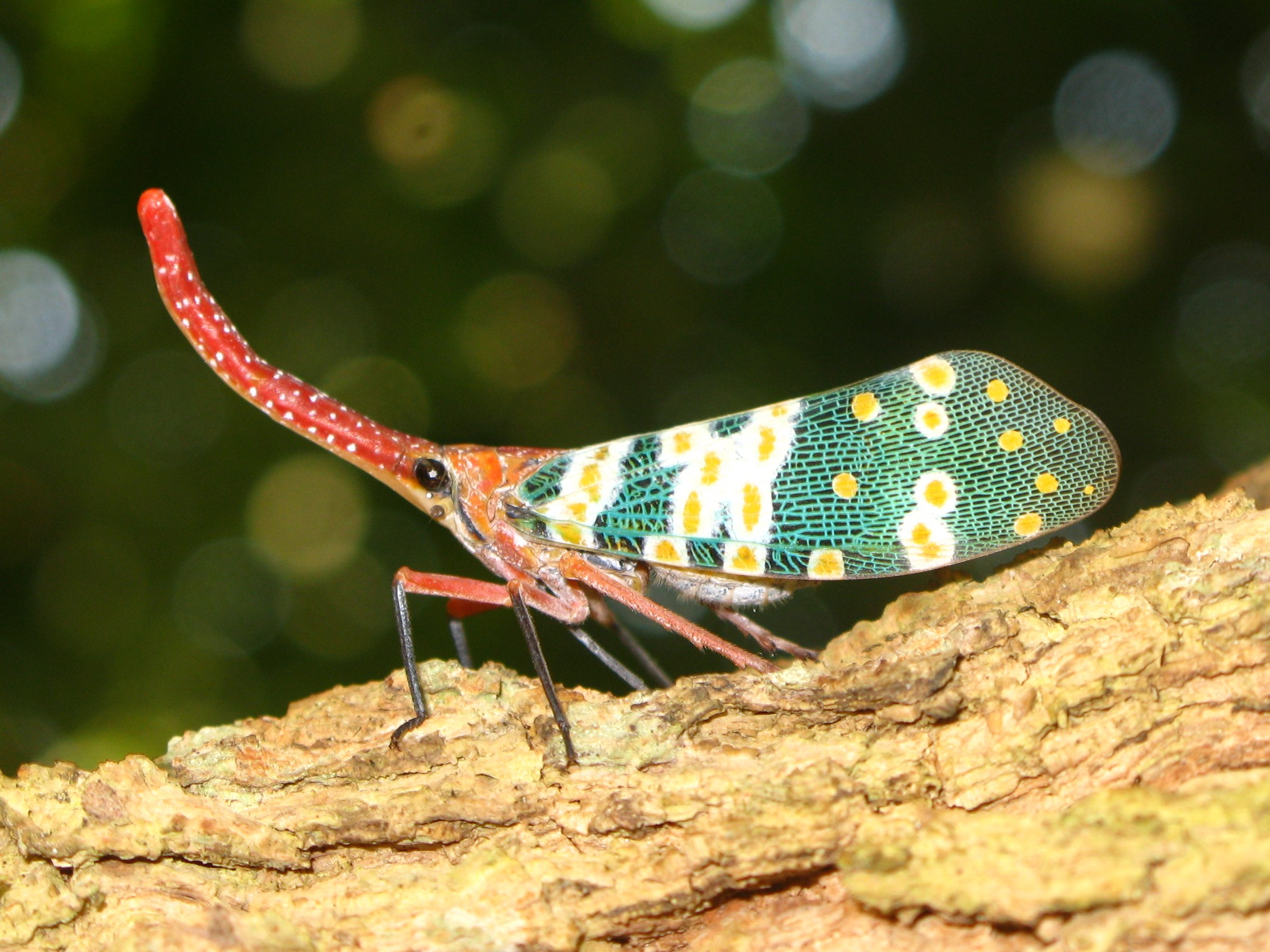
Capo metagnato con processo frontale del fulgoride Pyrops candelaria.

Il capo è generalmente metagnato, con apparato boccale dislocato ventralmente e diretto sotto il torace in posizione di riposo. In alcuni omotteri è in gran parte o totalmente nascosto, alla vista dorsale, dal pronoto, assumendo rispetto a questo una posizione ventrale. Gli occhi, quando sono presenti, sono in genere ben sviluppati e dislocati ai lati del capo; negli Aleyrodidae sono suddivisi in due parti, una dorsale una ventrale, collegate da pochi ommatidi, mentre in alcuni Aphidoidea sono ridotti a pochi ommatidi. Gli ocelli sono in genere presenti, in numero di due o tre. La regione frontale si presenta spesso pronunciata, con clipeo suddiviso da una sutura in due scleriti, uno dorsale (postclipeo) e uno ventrale (anteclipeo). Nei Fulgoroidea la regione frontale può mostrarsi abnormemente pronunciata simulando bizzarre "proboscidi".
Le antenne sono generalmente brevi e filiformi, ma in alcuni omotteri possono essere marcatamente sviluppate fino ad essere lunghe quanto l'intero corpo. Il numero di articoli è variabile ma non superiore a undici; gli antennomeri basali sono spesso morfologicamente differenziati.

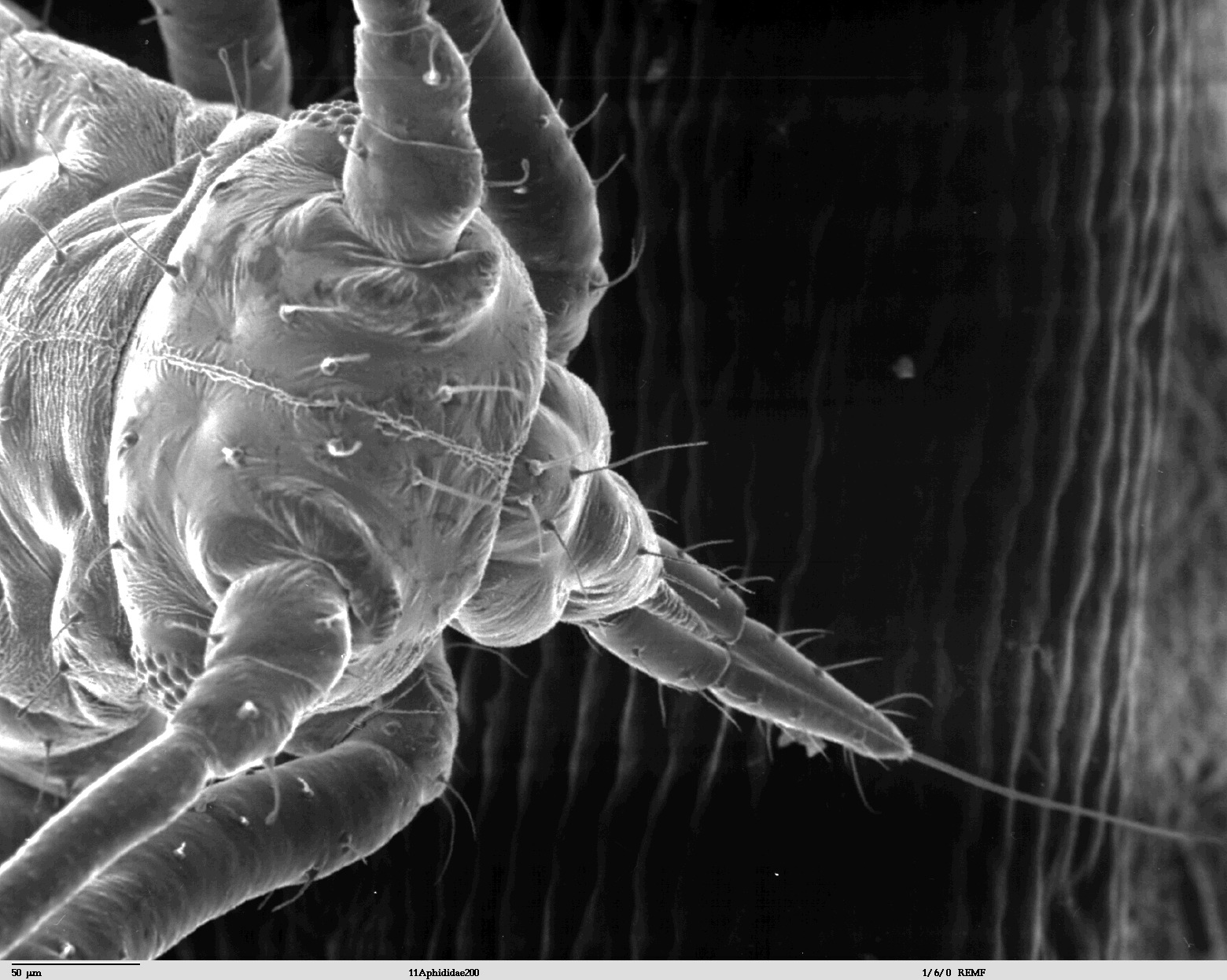
Capo e apparato boccale di afide.

L'apparato boccale è di tipo pungente-succhiante. Il labbro superiore è stretto e allungato, ma marcatamente più breve delle appendici boccali. Le mandibole e le mascelle sono stilettiformi, le prime atte a perforare, mentre le seconde, accollate lungo i lati interni, formano due canali attraverso i quali si attua la suzione e l'immissione della saliva. Il labbro inferiore, detto comunemente rostro, è composto da 1-4 segmenti ed è conformato a doccia. In genere gli stiletti boccali sono adagiati e ripiegati nella doccia formata dal rostro, ma in alcune forme sono invece avvolti in una tasca interna del capo, detta crumena.
L'elemento morfologico più evidente che contraddistingue gli Omotteri dagli Eterotteri, consiste nell'inserzione del rostro: negli Omotteri il rostro si inserisce nella parte posteriore del capo, praticamente in corrispondenza della membrana intersegmentale che separa il capo dal protorace. Manca perciò la gola, tipica degli Eterotteri. L'inserzione del rostro permette inoltre di distinguere i due principali raggruppamenti in cui si suddividono gli Omotteri:
- Negli Auchenorrinchi, la base del rostro è marcatamente posizionata in avanti rispetto alle coxe del protorace.
- Negli Sternorrinchi, il rostro si incassa nel prosterno e la sua base appare situata posteriormente rispetto alle coxe del protorace, offrendo l'impressione che l'apparato boccale fuoriesca dal prosterno dietro le zampe posteriori.

### Torace

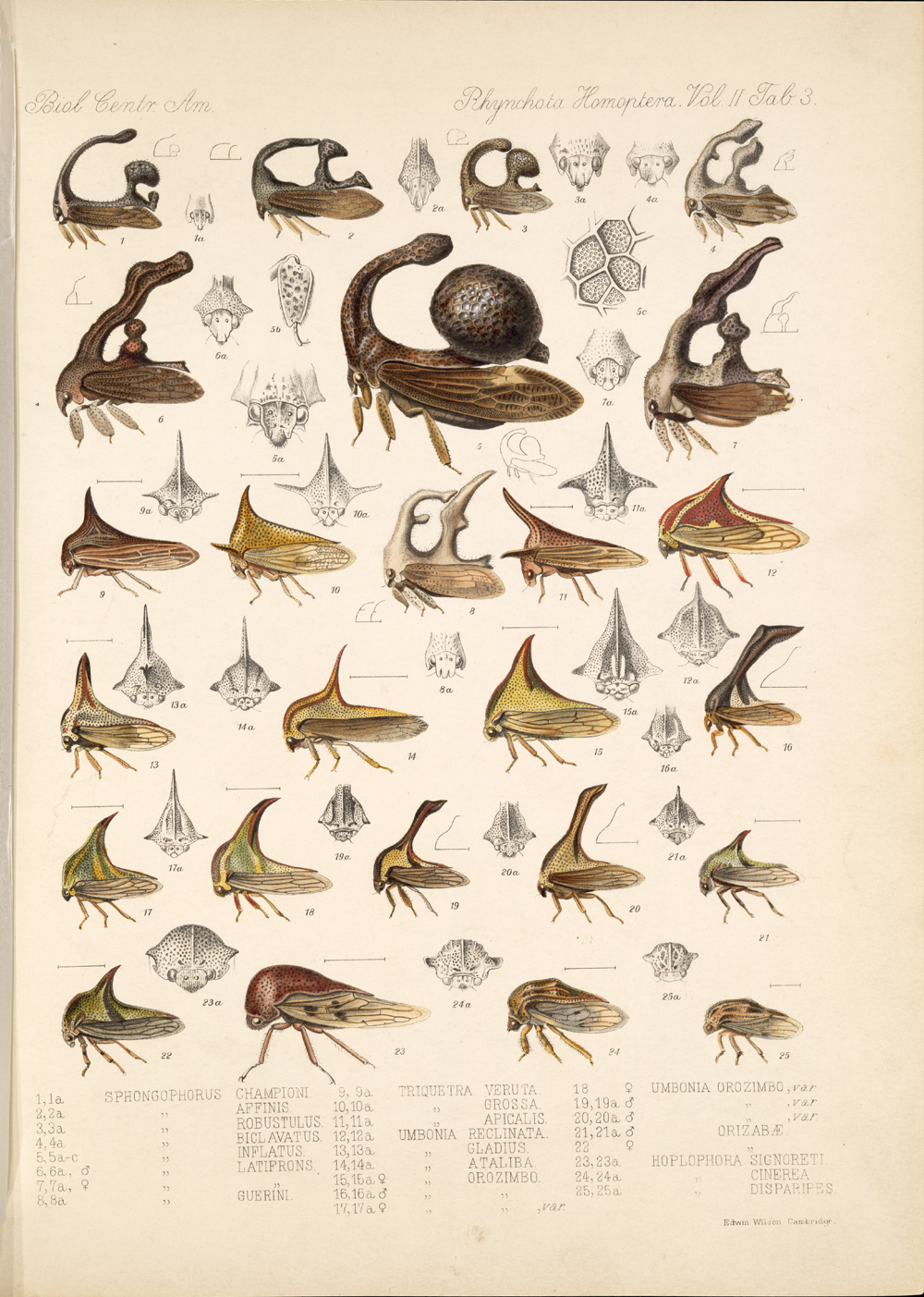
Alcune curiose forme del pronoto nei Membracidi.

Il torace presenta in genere un maggior sviluppo del mesonoto rispetto al pronoto. Quest'ultimo ha in genere la forma di un collarino, più largo che lungo, mentre nel mesonoto si differenzia in genere uno scutello ben formato. Nei Membracidi il pronoto subisce un notevole sviluppo fino a sormontare completamente il capo e più o meno completamente il resto del corpo; a questa caratteristica si associa una conformazione bizzarra e, spesso, la presenza di processi dorsali di forme svariate, in particolare nelle specie tropicali.
Il nome "omottero" fa riferimento alla principale caratteristica morfologica e deriva dal greco homos ("stesso, uguale") e pteron ("ala"): nella maggior parte degli omotteri alati, infatti, le ali anteriori e quelle posteriori sono sostanzialmente simili e interamente membranose. In realtà, in diversi Auchenorrinchi, le ali anteriori sono leggermente e interamente sclerificate, in altri termini trasformate in tegmine, ma negli Omotteri non compaiono le emielitre tipiche della generalità degli Eterotteri, anche se in alcune specie la sclerificazione delle tegmine può accentuarsi nella parte prossimale.
In posizione di riposo, in genere, le ali si ripiegano a tetto sull'addome. Sono presenti organi di collegamento, fra anteriore e posteriore, per la sincronizzazione del volo: il margine posteriore dell'ala anteriore si incastra in una doccia denticolata sul margine costale dell'ala posteriore.
Il meiotterismo, in forma di assenza completa delle ali, è piuttosto frequente fra gli Sternorrinchi: negli Aphidoidea (Afidi) è in generale associato alla neotenia delle femmine partenogenetiche, mentre nei Coccoidea (Coccidi) è associato alla catametabolia delle femmine. I maschi dei Coccidi, generalmente alati, dispongono del solo paio di ali mesotoraciche.
Le zampe sono di tipo deambulatorio; in alcuni gruppi di Auchenorrinchi, le posteriori sono adattate al salto.

### Addome

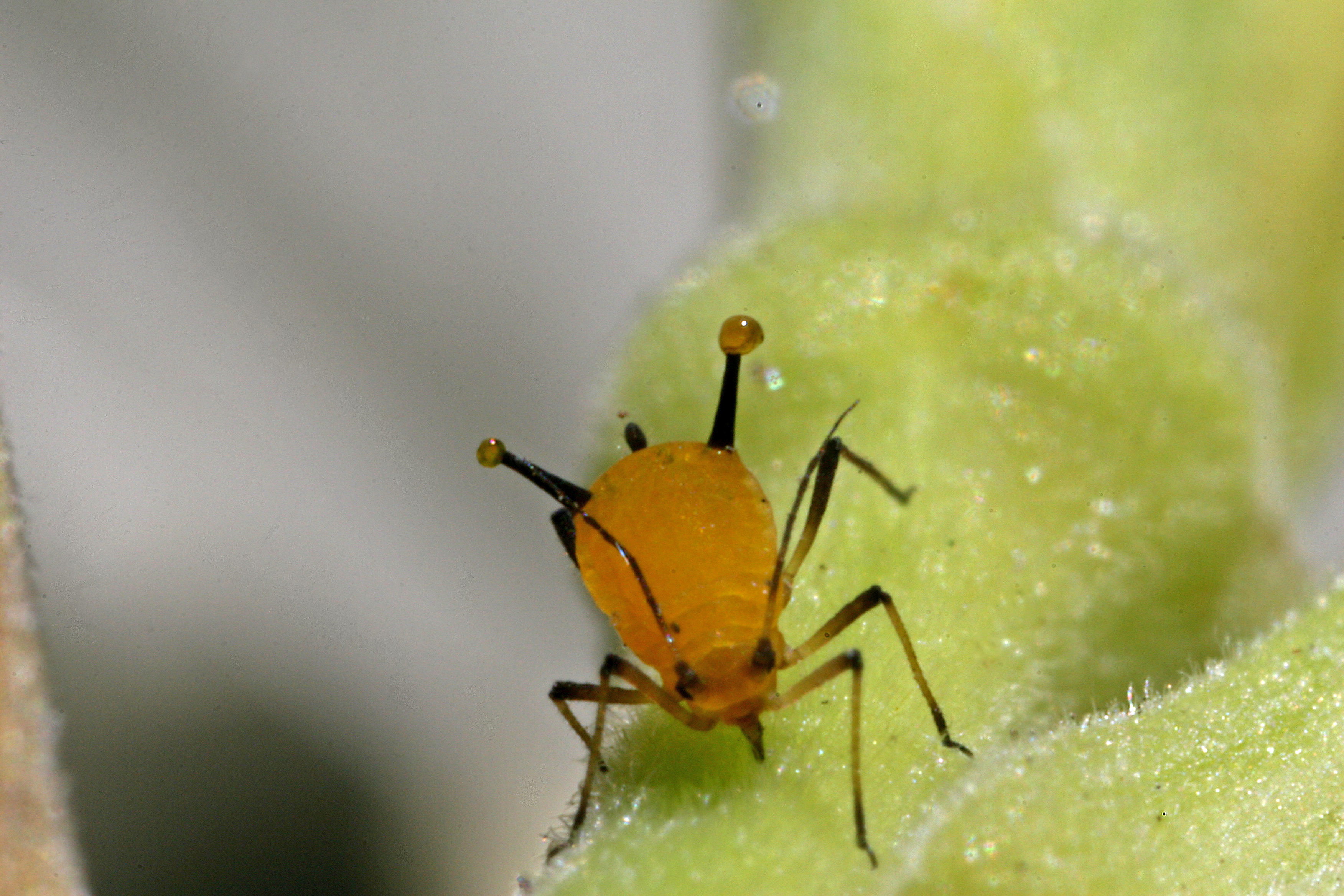
Sifoni e codicula di un afide.

Nelle forme non involute, l'addome è composto da 8-9 uriti apparenti, essendo gli ultimi tre molto ridotti. Sono assenti le appendici articolate, come ad esempio i cerci. Possono essere presenti, invece, processi dorsali associati a funzioni secretorie. Nella maggior parte degli afidi sono presenti i sifoni, due tubuli simmetrici disposti in posizione latero-dorsale fra gli uriti V e VI, finalizzati a scopi difensivi. Queste strutture, in caso di pericolo, emettono una sostanza cerosa, che rapprende rapidamente all'aria invischiando l'apparato boccale o le zampe del predatore, e diffondono un feromone d'allarme percepito dagli altri individui della colonia.
L'ultimo urite è talvolta conformato in modo da formare un processo caudale, più o meno allungato, avente vari scopi come, ad esempio, l'allontanamento della melata negli afidi e la copula nei maschi dei Coccidi.
Le femmine sono spesso fornite di ovopositore tipico, specie negli Auchenorrinchi, in grado di penetrare nei tessuti vegetali e infiggerci l'uovo.
L'addome dei maschi dei Cicadidi, le note cicale, dispone di un organo sonoro, ubicato ai lati dell'urite I, sostanzialmente costituito da una membrana vibrante, detta timballo, da un muscolo associato che la mette in relazione al primo urosternite e, spesso, da un opercolo protettivo formato dall'urite II. Organi simili, ma con differenti struttura e prestazione, sono presenti nella generalità degli Auchenorrinchi.

## Anatomia

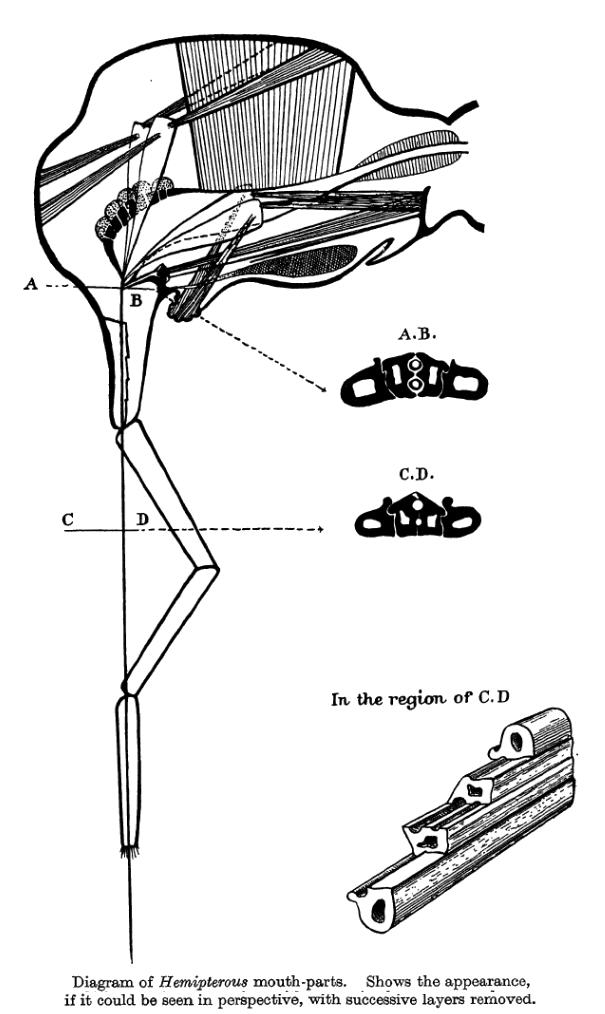
Diagramma morfoanatomico dell'apparato boccale con schematizzazione della pompa faringeale (LEFROY, 1923).

L'anatomia degli Omotteri è strettamente correlata al loro adattamento alla fitofagia. I caratteri fondamentali riguardano perciò l'apparato digerente.
Nello stomodeo, l'elemento anatomico di maggiore importanza è rappresentato dalla pompa faringea. Si tratta di un adattamento della faringe finalizzato ad esercitare la pressione negativa necessaria alla suzione dell'alimento liquido: la parte ventrale della faringe è sclerificata, mentre quella dorsale è ispessita e associata a muscoli dilatatori che mettono in connessione l'organo con la volta cranica.
Nei tratti corrispondenti al mesentero e al proctodeo, l'adattamento anatomo-fisiologico più consistente è costituito dalla camera filtrante, presente in quasi tutti gli Omotteri. La struttura della camera filtrante cambia sensibilmente secondo il gruppo sistematico, ma in generale si configura come un ripiegamento del mesentero in modo che il suo tratto terminale entri in rapporto anatomico e fisiologico con il tratto iniziale formando un organo dializzante. La finalità della camera filtrante è quella di deviare un consistente quantitativo d'acqua e zuccheri direttamente nel proctodeo, evitando un'eccessiva diluizione dei succhi gastrici del mesentero.
La camera filtrante è del tutto assente nei Diaspididae (Diaspini) e quasi tutti gli afidi non dispongono di una vera e propria camera filtrante. L'apparato digerente dei Diaspini è caratterizzato dall'interruzione del tubo digerente fra il mesentero e il proctodeo, collegati fra loro solo da due filamenti di tessuto connettivo.
Un altro elemento anatomico di particolare importanza sono le endosimbiosi. Negli Omotteri sono rappresentate da strutture ubicate nel tessuto adiposo dell'addome. Sono unicellulari (micetociti) o pluricellulari (micetomi), a volte piuttosto voluminosi. Queste strutture ospitano microrganismi simbionti essenziali per integrare un regime dietetico sbilanciato.

Schema della camera filtrante dei Cercopidi. 1: stomodeo; 2: valvola cardiaca; 3, 6, 8: mesentero; 4: camera filtrante; 5: membrana peritoneale; 7: tubi malpighiani; 9: proctodeo; 10: retto.

Il ruolo delle endosimbiosi consiste nella sintesi di principi nutritivi essenziali, non presenti nei succhi vegetali assunti, o presenti in quantità non sufficienti, e nella trasformazione di prodotti del metabolismo che si accumulerebbero nel corpo dell'insetto con effetti tossici. Tali funzioni sono di importanza vitale per questi insetti, al punto che le endosimbiosi vengono trasmesse alla discendenza attraverso la riproduzione.
L'apparato escretore è costituito in genere da 3 o 4 tubi malpighiani. Fanno eccezione gli Afidi, privi di tubi malpighiani, i quali si affidano ai microrganismi simbionti del micetoma per lo smaltimento dell'azoto proveniente dal metabolismo proteico.
L'apparato secretore comprende, secondo i gruppi sistematici, diversi tipi ghiandolari. In molti omotteri sono presenti ghiandole ceripare tegumentali il cui secreto, la cera, è in genere usato per rivestire il proprio corpo. Fra i Coccidi si annoverano anche specie provviste di ghiandole secernenti seta o lacca, sostanze usate per la costruzione del follicolo.

## Biologia

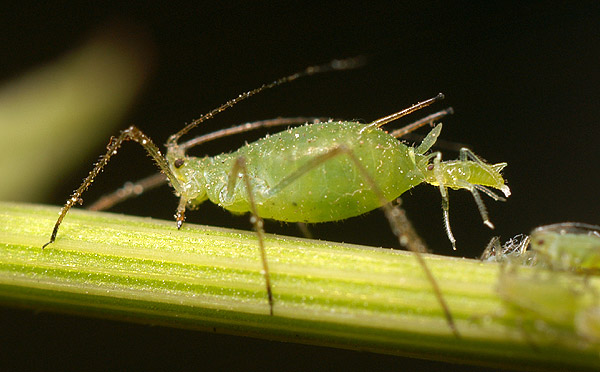
Riproduzione di afidi vivipari.

La biologia degli Omotteri è estremamente varia e talora complessa in relazione alla riproduzione, allo sviluppo postembrionale, al ciclo, all'etologia.
In generale gli Omotteri sono ovipari e si riproducono per anfigonia. In alcuni gruppi sistematici, fra gli Sternorrinchi, è frequente o addirittura prevalente la partenogenesi e la viviparità o l'ovoviviparità. Nella specie Icerya purchasi (Coccoidea: Margarodidae), infine, si riscontra l'unico caso noto di ermafroditismo fra gli Insetti.
Le uova sono deposte sul substrato, in genere rappresentato dalla superficie dei vegetali (foglie, steli, corteccia, ecc.) oppure, nel caso di specie con femmine dotate di ovopositore, infisse nei tessuti vegetali dopo aver praticato una ferita.

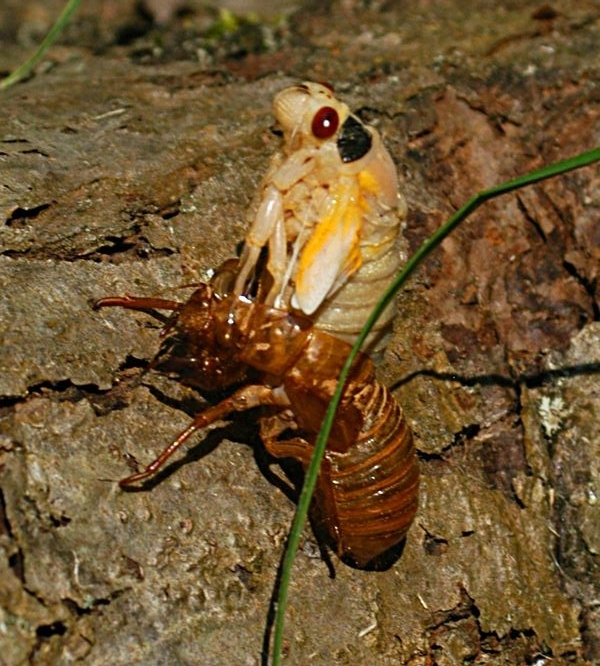
Muta di un cicadide.

Per quanto concerne lo sviluppo postembrionale, gli Omotteri sono insetti paurometaboli nella maggior parte delle specie. In alcuni gruppi sistematici si verificano tuttavia altre forme di sviluppo, quali la catametabolia nelle femmine dei Coccidi e la neometabolia nei maschi dei Coccidi e in entrambi i sessi degli Aleurodi.
L'aspetto fondamentale del sottordine è il marcato adattamento alla fitofagia, in relazione alla funzionalità dell'apparato boccale, alla struttura anatomica dell'apparato digerente, alla presenza di endosimbiosi in grado di integrare un regime dietetico esclusivamente basato su succhi vegetali.
L'alimentazione avviene a spese di succhi cellulari oppure della linfa elaborata, estratta dal floema. Alla suzione dell'alimento viene preceduta l'immissione della saliva, contenente enzimi che causano reazioni biochimiche ed istologiche nei tessuti circostanti. La suzione avviene generalmente per la pressione negativa esercitata dall'azione della pompa faringeale; negli afidi che si alimentano a spese del floema, l'assunzione della linfa avviene in modo passivo, per capillarità. Associata al tipo di alimentazione e alla fisiologia dell'apparato digerente è l'emissione degli escrementi sotto forma di melata, un liquido ricco di zuccheri. Per soddisfare il fabbisogno proteico, gli omotteri devono assumere grandi quantitativi di succhi vegetali eliminando, attraverso la camera filtrante o altri sistemi anatomo-fisiologici, la maggior parte dell'acqua e degli zuccheri assunti.
In merito all'etologia, gli Omotteri sono insetti poco mobili che si spostano fondamentalmente per cambiare sito di alimentazione o per la riproduzione. La sedentarietà si accentua nella maggior parte degli Sternorrinchi, dove l'intero ciclo di sviluppo si può svolgere sulla stessa pianta se non sullo stesso organo.
Frequente è il gregarismo e, nel caso degli Afidi, il polimorfismo non sociale, associato a cicli biologici complessi. Il gregarismo raggiunge la sua massima espressione nella generalità degli Sternorrinchi, causando forti concentrazioni di individui su uno stesso organo o su organi vicini e, di conseguenza, la manifestazione di danni di particolare rilevanza.

## Interesse economico

### Utilità

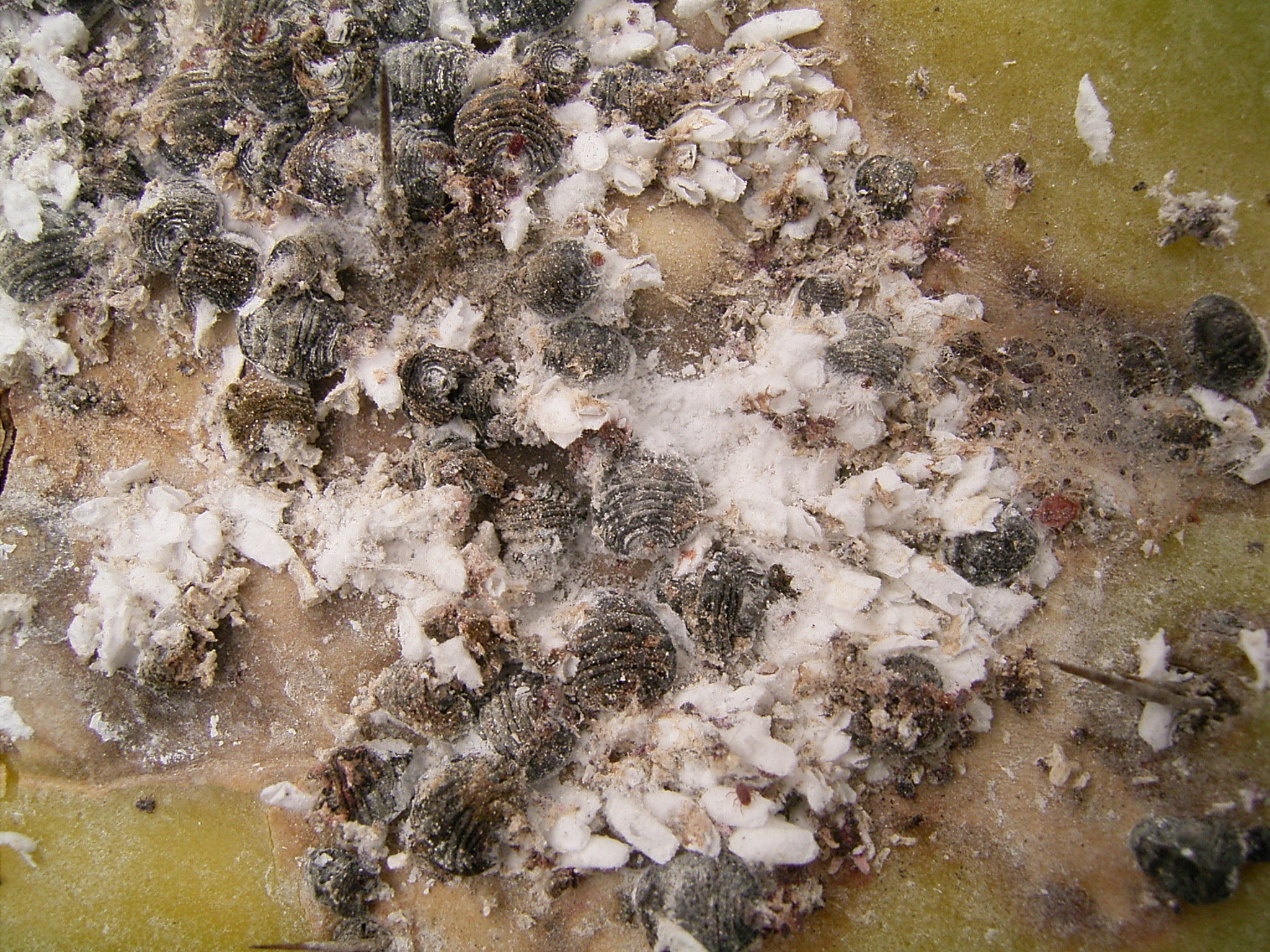
Dactylopius coccus, allevato per l'estrazione del colorante cocciniglia.

L'utilità degli Omotteri è circoscritta a pochissimi casi di sfruttamento di alcune specie nei seguenti ambiti:
- impiego per l'estrazione di coloranti;
- impiego per la produzione della gommalacca naturale;
- impiego come bioerbicidi per la lotta biologica contro specifiche piante infestanti.

Va inoltre detto che gli Omotteri possono rivelarsi più o meno direttamente utili per l'alimentazione nei seguenti casi:
- Diverse specie di cicale erano o sono ancora usate direttamente come alimento presso varie popolazioni in Nordamerica, Messico, Madagascar, Zimbabwe, Congo, Malawi, Zambia, India, Indocina, Malaysia, Indonesia, Cina, Giappone, Nuova Guinea, Australia[4]. Altri impieghi dello stesso tipo riguardano, più limitatamente, altre specie di Auchenorrinchi in Messico e Brasile (Membracidi), Congo (Cercopidi), Australia (Cicadellidi) e Madagascar (Fulgoridi)[4].
- La melata era raccolta e utilizzata direttamente come alimento presso le tribù indiane del Gran Bacino e della Sierra Nevada, nel Sudafrica, nel Medio Oriente e in Australia[4].
- La melata rappresenta per le api la fonte alternativa al nettare per la produzione del miele in condizioni di scarsa disponibilità di fioriture (foreste di aghifoglie) o di estese infestazioni da Metcalfa pruinosa.

### Danni

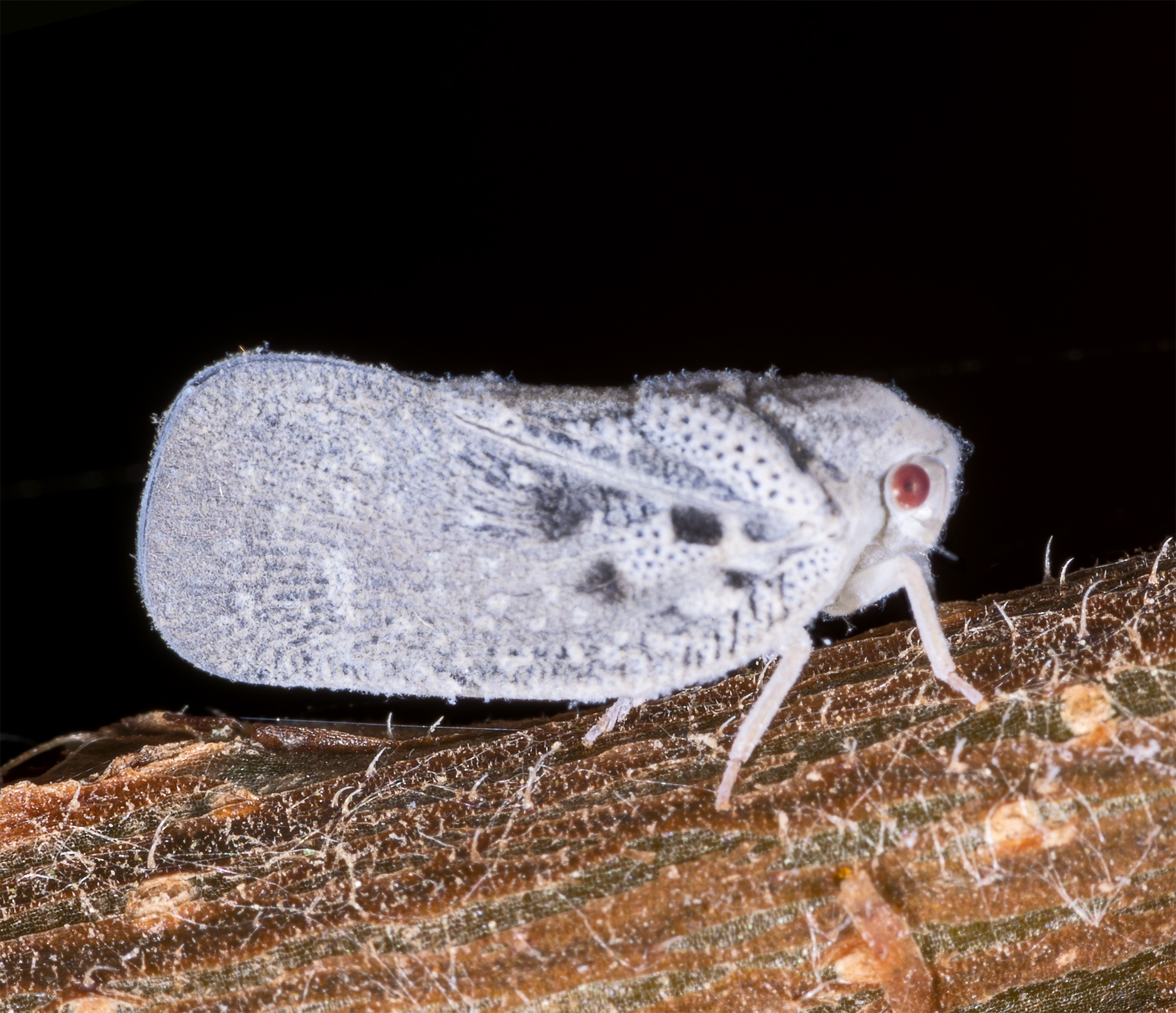
Metcalfa pruinosa, uno degli Auchenorrinchi di maggiore interesse economico.

Rispetto ai pochi casi di utilità sopra citati, in generale di interesse circoscritto o marginale, gli Omotteri si presentano per lo più come insetti dannosi di grande importanza economica per la possibile entità dei danni.
I danni causati consistono principalmente in un decurtamento della produzione, che raggiunge l'acme con la distruzione completa della coltura in caso di deperimento progressivo delle piante fino alla loro morte. Questi danni sono provocati congiuntamente dalla sistematica sottrazione della linfa in casi di forti infestazioni e dalla riduzione dell'efficienza fotosintetica per la diffusione di aree necrotiche, decolorazioni e per lo sviluppo della fumaggine sulla melata.
A questi rischi si aggiunge anche quello di trasmissione di virus fitopatogeni, frequente in alcuni auchenorrinchi, in alcuni aleurodi e, soprattutto, fra gli afidi. La pericolosità di alcune virosi e la facilità con cui sono propagate, soprattutto attraverso gli afidi, è tale da interessare i regolamenti fitosanitari fino all'imposizione di obblighi di prevenzione ai fini della profilassi.
Gli altri danni, di minore entità, consistono nel deprezzamento merceologico del prodotto, che può portare anche alla perdita completa di valore, in caso di estese decolorazioni, deformazioni, imbrattamento per l'accumulo di melata e, nel caso di infestazioni di Coccidi, degli scudetti protettivi.

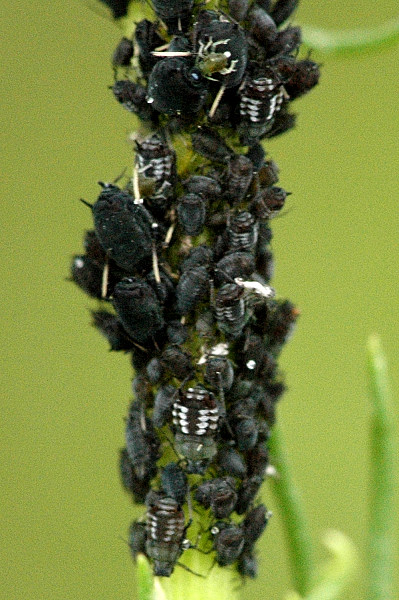
Infestazione di afidi.

Negli Auchenorrinchi le specie di particolare dannosità sono relativamente poche, in quanto hanno una limitata tendenza al gregarismo e, quindi, a produrre elevate infestazioni. In generale gli Auchenorrinchi si rivelano dannosi, da un punto di vista economico, in due particolari casi: l'intensificazione occasionale degli attacchi, che possono concentrarsi su particolari organi, oppure il rischio di trasmissione di virus fitopatogeni.
Negli Sternorrinchi il grado di dannosità è invece molto più alto e frequente per i seguenti motivi:
- tendenza all'aggregazione e alla sedentarietà, con conseguente concentrazione di un elevato numero di individui sulla stessa pianta e sullo stesso organo;
- elevato potenziale riproduttivo, che si manifesta in particolare con meccanismi riproduttivi basati sulla partenogenesi e sulla neotenia, cicli di sviluppo rapido, sovrapposizione di generazioni;
- trasmissione di virus fitopatogeni (afidi e aleurodi);
- tendenza alla polifagia.

In genere, in ambienti poco degradati, il livello dei danni da Sternorrinchi è limitato da fattori naturali, rappresentati soprattutto dai predatori e dai parassitoidi. Il ricorso massiccio ai trattamenti chimici, soprattutto quelli a largo spettro d'azione, e l'intensivazione dei regimi colturali con conseguente riduzione della biodiversità conducono nel medio termine ad un peggioramento, se non all'annullamento, delle condizioni favorevoli ad un controllo naturale, con la scomparsa o la rarefazione dei nemici naturali. Gli effetti conseguenti sono deleteri in quanto molti sternorrinchi sono in grado di sviluppare rapidi incrementi di popolazione grazie al loro elevato potenziale biotico. In queste condizioni, il controllo delle infestazioni con mezzi chimici è problematico per i seguenti motivi:
- facilità di induzione di fenomeni di resistenza nelle specie partenogenetiche
- scarsa efficacia degli insetticidi di contatto sulle forme dotate di rivestimento protettivo quali le cocciniglie in generale, le subpupe degli aleurodi e gli afidi che emettono abbondanti secrezioni cerose.

## Sistematica
L'inquadramento sistematico degli Omotteri ha subito una drastica revisione negli anni novanta. In passato erano inquadrati come ordine distinto dagli Eterotteri; i due ordini furono successivamente riuniti, al rango di sottordini, nell'unico ordine degli Hemiptera o Rhynchota.

### Classificazione filogenetica
La tradizionale distinzione, su base morfologica, fra Omotteri ed Eterotteri nei ranghi di sottordini, è stata largamente condivisa per decenni fino agli inizi degli anni novanta, quando sulla base delle relazioni filogenetiche CARVER et al. hanno proposto lo scorporo del raggruppamento parafiletico degli Omotteri in più sottordini.
La classificazione filogenetica, ormai largamente adottata negli ambienti scientifici, identifica il vecchio raggruppamento degli Omotteri in due sottordini, quello degli Auchenorrhyncha e quello degli Sternorrhyncha, elevandoli allo stesso rango degli Heteroptera. Il sottordine degli Auchenorrhyncha è risultato essere, anch'esso, un raggruppamento parafiletico.
Controversa è invece la posizione sistematica della famiglia Peloridiidae, che nella classificazione morfologica è l'unica componente della sezione dei Coleorrhyncha. Le differenti interpretazioni inquadrano questa famiglia all'interno degli Auchenorrinchi, oppure in un sottordine distinto, quello dei Coleorrinchi, oppure propongono classificazioni più complesse con l'introduzione di un raggruppamento, di rango superiore al sottordine (Heteropteroidea), comprendente gli Eterotteri e i Coleorrinchi.

### Classificazione morfologica
La classificazione morfologica è stata largamente accettata fino agli anni ottanta con alcune divergenze riguardanti la posizione sistematica dei Coleorrinchi. Pur essendo ormai superata sotto l'aspetto scientifico, il tradizionale inquadramento tassonomico persiste ancora largamente nell'ambito dell'Entomologia applicata ed è ancora proposta in testi relativamente recenti di interesse agrario.
Lo schema tassonomico contempla la suddivisione del sottordine in tre raggruppamenti, definiti come Sezioni: Auchenorrhyncha, Sternorrhyncha e Coleorrhyncha. La suddivisione interna nell'ambito delle suddette sezioni segue schemi differenti. Per la precisione, gli Auchenorrhyncha si suddividono in Divisioni o in infraordini, a loro volta comprendenti una o più superfamiglie, gli Sternorrhyncha si suddividono in quattro superfamiglie, i Coleorrhyncha non hanno taxa intermedi fra il rango di famiglia e quello di sezione.
Il quadro complessivo è il seguente:
- Auchenorrhyncha. Si suddividono due infraordini o divisioni:

- Fulgoromorpha. Comprende una sola superfamiglia:

- Fulgoroidea, con 21 famiglie (Acanaloniidae, Achilidae, Achilixiidae, Cixiidae, Delphacidae, Derbidae, Dictyopharidae, Eurybrachyidae, Flatidae, Fulgoridae, Gengidae, Hypochthonellidae, Issidae, Kinnaridae, Lophopidae, Meenoplidae, Nogodinidae, Ricaniidae, Tettigometridae, Tropiduchidae)

- Cicadomorpha. Comprende tre superfamiglie:

- Cercopoidea, con cinque famiglie (Aphrophoridae, Cercopidae, Clastopteridae, Epipygidae, Machaerotidae)
- Cicadoidea, con due famiglie (Cicadidae, Tettigarctidae)
- Membracoidea, con cinque famiglie (Aethalionidae, Cicadellidae, Melizoderidae, Membracidae, Myerslopiidae)

- Sternorrhyncha. Si suddividono in quattro superfamiglie

- Aleyrodoidea, con una sola famiglia (Aleyrodidae)
- Aphidoidea, con tre famiglie (Adelgidae, Aphididae, Phylloxeridae)
- Coccoidea, con 21 famiglie (Aclerdidae, Asterolecaniidae, Beesoniidae, Cerococcidae, Coccidae, Conchaspididae, Dactylopiidae, Diaspididae, Carayonemidae, Eriococcidae, Halimococcidae, Kermesidae, Kerriidae, Lecanodiaspididae, Margarodidae, Micrococcidae, Ortheziidae, Phenacoleachiidae, Phoenicococcidae, Pseudococcidae, Stictococcidae)
- Psylloidea, con 6 famiglie (Calophyidae, Carsidaridae, Homotomidae, Phacopteronidae, Psyllidae, Triozidae)

- Coleorrhyncha. Comprende una sola famiglia, quella dei Peloridiidae.